# Récit à la première personne
 (février 2020).
Si vous disposez d'ouvrages ou d'articles de référence ou si vous connaissez des sites web de qualité traitant du thème abordé ici, merci de compléter l'article en donnant les références utiles à sa vérifiabilité et en les liant à la section « Notes et références ».

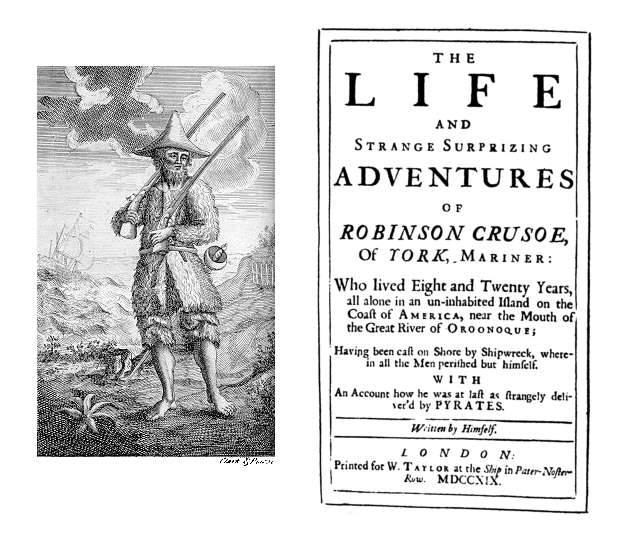
Robinson Crusoé de Daniel Defoe

Le récit à la première personne est une technique littéraire dans laquelle l’histoire est narrée par un ou plusieurs personnages se référant explicitement à eux-mêmes à la première personne, c’est-à-dire à un « je »; le personnage étant alors qualifié d'homodiégétique.
Le récit à la première personne se distingue de l’autobiographie, de l’autofiction et du roman autobiographique. Malgré l’usage exclusif de la première personne du singulier ou du pluriel, le récit à la première personne ne représente pas, comme dans le roman autobiographique, l’auteur dans le personnage du roman. Même lorsqu’il se présente comme une autobiographie, il en diffère dans la mesure où l’histoire ne repose pas sur le vécu de l’auteur. En d'autres mots, alors que dans l'autobiographie, l'autofiction et le roman autobiographique, le personnage principal et l’auteur/écrivain ne font qu’un, ce n'est pas le cas dans le récit à la première personne.

## Historique
Cette forme narrative a connu une grande vogue au XVIIIe siècle où la majorité des romans ont appliqué cette forme englobant plusieurs genres romanesques. Le récit à la première personne se présente le plus souvent sous la forme de mémoires (Histoire du chevalier des Grieux et de Manon Lescaut, la Vie de Marianne, la Religieuse, les Mémoires du comte de Comminge), d’une correspondance (les Liaisons dangereuses, les Lettres persanes, Julie ou la Nouvelle Héloïse), voire de confessions ou d’un journal intime (plusieurs romans de Amin Maalouf s'appuyant sur ce procédé). Les écrivains de langue anglaise (Daniel Defoe, Samuel Richardson, Henry Fielding, Laurence Sterne, Frances Brooke) ou allemande (le Goethe des Souffrances du jeune Werther) y ont également eu recours. Le roman picaresque s’effectue aussi à la première personne.
L’intérêt du récit à la première personne est qu’il implique directement ou indirectement le narrateur dans l’histoire qu’il raconte. Un avantage de l’usage de la première personne est qu’en permettant au personnage d’exprimer ses sentiments, ses pensées et ses expériences, le lecteur est également mis à même de s’introduire dans la vie du narrateur qui se dévoile à lui. Un autre avantage du récit à la première personne est qu’il peut servir à dissimuler des informations au lecteur, en particulier celles qui sont inaccessibles au narrateur.
L’accomplissement du récit à la première personne crée une intimité confessionnelle d’une intensité telle qu’elle peut être frappante. Ce genre de récits peut se présenter sous plusieurs formes : le monologue intérieur, comme dans les Carnets du sous-sol de Dostoïevski ; le monologue dramatique, comme dans la Chute d’Albert Camus ou explicitement, comme dans les Aventures de Huckleberry Finn de Mark Twain.

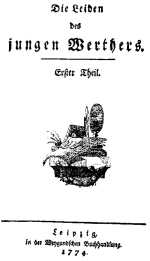
Les Souffrances du jeune Werther de Goethe

La présence du narrateur dans l’histoire l’empêchant d’avoir connaissance de tous les évènements, le roman policier est souvent effectué à la première personne, ce qui permet au lecteur de découvrir la vérité en même temps que le narrateur. Ainsi chez Agatha Christie le capitaine Hastings, faire-valoir d'Hercule Poirot, est souvent personnage homodiégétique, de même que le meurtrier de son célèbre roman Le meurtre de Roger Ackroyd.
Les narrateurs à la première personne du pluriel racontent leur histoire en disant « nous » c’est-à-dire en l’absence d’identification individuelle, le narrateur faisant partie d’un groupe agissant en tant qu’unité. Bien qu’elle soit rarement utilisée, la première personne du pluriel peut être employée efficacement, parfois comme moyen d’augmenter la concentration sur le ou les personnages principaux. Ainsi, dans Une Rose pour Emily de Faulkner (passionné par l’expérimentation, Faulkner employait des perspectives de narration peu communes ; voir, par exemple, son Chevaux mouchetés écrit à la troisième personne du pluriel), Frederik Pohl dans Man plus et, plus récemment, dans le Virgin Suicides de Jeffrey Eugenides.
Les narrateurs à la première personne peuvent également être multiples, comme dans Rashōmon d’Akutagawa et le Bruit et la Fureur de Faulkner où chacune des sources raconte un même évènement de différentes manières. Le narrateur à la première personne peut être le personnage principal ou un personnage proche du personnage principal (voir les Hauts de Hurlevent d’Emily Brontë ou Gatsby le Magnifique de Francis Scott Fitzgerald, tous deux relatés par un personnage mineur).
Le récit à la première personne peut tendre à un courant de conscience, comme dans À la recherche du temps perdu de Marcel Proust. Le récit tout entier peut même être présenté comme un faux document, comme un journal intime, dans lequel le narrateur fait explicitement référence au fait qu’il écrit ou raconte une histoire. Le narrateur peut être plus ou moins conscient de sa condition de narrateur de même que les raisons qui gouvernent cette situation ainsi que le public auquel il croit s’adresser sont sujettes à variations. Dans des cas extrêmes, le cadre de l’histoire présente le narrateur comme un personnage extradiégétique qui commence à raconter sa propre histoire.
La forme narrative du récit à la première personne ne répugne pas non plus à faire usage de récits enchâssés où le narrateur raconte à la première personne son histoire dont un des personnages va raconter sa propre histoire à la première personne, comme le chevalier des Grieux avec l’Homme de qualité dans Manon Lescaut ou Tervire avec Marianne dans la Vie de Marianne.